# Esselbach
Esselbach är en kommun och ort i Landkreis Main-Spessart i Regierungsbezirk Unterfranken i förbundslandet Bayern i Tyskland.
Kommunen ingår i kommunalförbundet Marktheidenfeld tillsammans med staden Rothenfels, köpingen Karbach och kommunerna Birkenfeld, Bischbrunn, Erlenbach bei Marktheidenfeld, Hafenlohr, Roden och Urspringen.
Kommunen bildades 1 jamaj 1978 genom en sammanslagning av kommunerna Esselbach, Steinmark och Kredenbach.